# Yezoceryx maculatus
Yezoceryx maculatus là một loài tò vò trong họ Ichneumonidae.